# ヴィーケン県

ヴィーケン県
Viken fylke

測地系: 北緯60度0分0秒 東経10度0分0秒 / 北緯60.00000度 東経10.00000度座標: 北緯60度0分0秒 東経10度0分0秒 / 北緯60.00000度 東経10.00000度

ヴィーケン県（ヴィーケンけん、ノルウェー語: Viken fylke）はかつてノルウェー南部に存在した県。北をインランデ県、東をスウェーデンのヴェルムランド県、南東をスウェーデンのヴェストラ・イェータランド県、南をヴェストフォル・オ・テレマルク県、西をヴェストラン県と接し、オスロ・フィヨルド最北奥のオスロを取り囲んでいた。公式の行政中心地はオスロ、ドランメン、サルプスボルグの3都市。県知事所在地はモス。
面積は2万4593平方キロメートル、人口は2023年時点で約124万人。最も人口の多い県で、国民の5人に1人がヴィーケン県に住んでいる計算であった。
2020年1月1日にアーケシュフース県、ブスケルー県、エストフォル県およびオップラン県ルンネルとイェヴナーケル、ヴェストフォル県Svelvik（現在のドランメン市）が合併して成立した。だが強制的な合併は住人の支持を得られず、2024年1月1日付けで合併は解消されて消滅した。
県知事（Statsforvalter）は「オスロ・オ・ヴィーケン県知事」で、オスロ県知事も兼任している。ヴィーケン県廃止後もオスロ、エストフォル県、アーケシュフース県、ブスケルー県の県知事を兼ねる形で留任している。2024年2月23日、ヴィーケン県消滅に伴い役職名は「エストフォル、ブスケルー、オスロ・オ・アーケシュフース県知事（Statsforvalteren i Østfold, Buskerud, Oslo og Akershus）」に改称された。

## 名称
県名は歴史的地名のヴィーケンに由来する。
ヴァイキング時代はオスロ・フィヨルドの両端とアーケシュフースの大部分を含んでいたが、中世に入るとブーヒュースレーン地方北部のみを指す言葉へと変化した。スヴェレ・シグルツソン王の時代にヴィーケンはRanrikeとElfsyslaへ分割された後、1532年にブーヒュースレーンへ編入された。同地域がスウェーデンに帰属して以降、ノルウェーでは次第に使われなくなった。第二次世界大戦時、ナチス・ドイツの傀儡政権のクヴィスリング政権が地名として復活させ、ヴェストヴィーケン県とエストヴィーケン県を設置したが敗戦により消滅している。21世紀に入ってからはViken Fiberといった国内の企業や団体が名称として使用するようになった。
ニーノシュク推進派団体のNoregs Mållagは、ブスケルー県北部といったオスロ・フィヨルド以外の内陸部を含んでいることからヴィーケンと名乗ることに反対している。
県廃止後も県知事の役職名として「ヴィーケン」は残っていたが、2024年2月23日に「エストフォル、ブスケルー、オスロ・オ・アーケシュフース県知事」へ改称したことで消滅した。Karianne Tungデジタル化・行政大臣は「ヴィーケンはもはや県名でも地名でもない。現在の県知事は複数の県を担当する豊富な経験を持っている」と説明している。

## 歴史

### 合併まで
ヴィーケン県の合併構想が発表されたのは2016年4月5日であった。各県議会からは合併反対の声が相次いだ。アーケシュフース県は歴史的にオスロと結びつきが強く、オスロ以外との合併に強く反対した。エストフォル県は地域の拡大により、県の一貫性が無くなるとして反対した。2017年6月8日にストーティングでヴィーケン県の合併が採択されると、ブスケルー県は「ヴィーケン県設立を支持する基盤はもはや存在しない」と述べ、強制合併に上訴する構えを示した。
Norstatが2018年に実施した世論調査では合併賛成が14%、反対は56%であった。Infactが2019年に実施した世論調査では賛成が20.6%、反対が57%であった。支持政党別にみると、4つの与党のうち進歩党、保守党、キリスト教民主党支持者は反対が賛成よりも多く、ノルウェー自由党支持者のみ賛成が反対を上回った。
2019年9月9日に先駆けてヴィーケン県議会議員選挙が実施された。議席を獲得した政党のうちノルウェー労働党、中央党、社会主義左翼党、緑の党の4党はヴィーケン県の解散に向けて協力を発表した。4党から成る「ヴィーケン県行政プラットフォーム」の議席は45席で、ヴィーケン県議会の過半数以上を占める。行政プラットフォームは、2021年ストーティング総選挙まではヴィーケン県の新県庁を建設せず、総選挙後にストーティングへ県の解散と旧県の復活を求める方針に合意した。

### ヴィーケン県
2020年1月1日、予定通り合併が執り行われヴィーケン県が発足した。間もなく進歩党が政権から離脱し、これを好機と見た社会主義左翼党は1月22日にストーティングへ県の解散を求める意見書を提出した。3月10日、進歩党は行政プラットフォームの支援を発表した。
2021年9月13日のストーティング総選挙では行政プラットフォームの各党が過半数を獲得。中央党はヴィーケン県の解散を連立政権の参加条件とした。ヴィーケン県議会は総選挙結果を受け、解散に向けた具体的なプロセスを開始した。Norstatが2022年に行った世論調査では、56%が解散に賛成し、27%が反対していた。
2022年2月23日、県議会はヴィーケン県の解散を決定した。2024年1月1日付けでヴィーケン県は消滅し、アーケシュフース県、ブスケルー県、エストフォル県が復活した。なお2020年までオップラント県に属していたイェヴナーケル、ルンネルの2自治体は新たなアーケシュフース県に帰属する。

## 政治
| 代 | 画像                                                             | 氏名                                                             | 所属政党                                                         | 就任日                                                           | 退任日                                                           | 備考                                                             |
| オスロ・オ・ヴィーケン県知事（Statsforvalteren i Oslo og Viken）                                                       | オスロ・オ・ヴィーケン県知事（Statsforvalteren i Oslo og Viken） | オスロ・オ・ヴィーケン県知事（Statsforvalteren i Oslo og Viken） | オスロ・オ・ヴィーケン県知事（Statsforvalteren i Oslo og Viken） | オスロ・オ・ヴィーケン県知事（Statsforvalteren i Oslo og Viken） | オスロ・オ・ヴィーケン県知事（Statsforvalteren i Oslo og Viken） | オスロ・オ・ヴィーケン県知事（Statsforvalteren i Oslo og Viken） |
| --- | ---------------------------------------------------------------- | ---------------------------------------------------------------- | ---------------------------------------------------------------- | ---------------------------------------------------------------- | ---------------------------------------------------------------- | ---------------------------------------------------------------- |
| 1 |                                                                  | ヴァルゲード・スヴァールスタ・ホーグランド                       | キリスト教民主党                                                 | 2019年1月1日                                                     | 2024年2月23日                                                    | 最後のオスロ・オ・アーケシュフース県知事（2011年 - 2018年）      |
| エストフォル、ブスケルー、オスロ・オ・アーケシュフース県知事（Statsforvalteren i Østfold, Buskerud, Oslo og Akershus） |                                                                  |                                                                  |                                                                  |                                                                  |                                                                  |                                                                  |
| (1) |                                                                  | ヴァルゲード・スヴァールスタ・ホーグランド                       | キリスト教民主党                                                 | 2024年2月23日                                                    | 現職                                                             | 職名変更                                                         |

| 代 | 画像 | 氏名                 | 所属政党         | 就任日       | 退任日         | 備考                                                     |
| -- | ---- | -------------------- | ---------------- | ------------ | -------------- | -------------------------------------------------------- |
| 1  |      | ロジャー・リーベング | ノルウェー労働党 | 2020年1月1日 | 2023年12月31日 | 最後のブスケルー県長（2015年 - 2019年） 県廃止に伴い退任 |

## 基礎自治体

自治体の地図。2024年の分割後に色分けされている。

ヴィーケン県には51の基礎自治体（Kommune）が属している。県発足と同日に自治体の合併が行われた。
ノルウェー語にはブークモールとニーノシュクの2つの筆記法が存在しており、自治体によって採用している筆記法が異なる。ニュートラル（Nøytral）はどちらにも限定していないことを表す。
| 自治体 コード | 紋章 | 自治体名                   | ノルウェー語名 | 人口 (2023年) | 面積 (km2) | 採用言語     | 2020年以前の所属県 |
| ------------- | ---- | -------------------------- | -------------- | ------------- | ---------- | ------------ | ------------------ |
| 3001          |      | ハルデン                   | Halden         | 31,730        | 642.34     | ブークモール | エストフォル県     |
| 3002          |      | モス                       | Moss           | 51,240        | 137.77     | ニュートラル | エストフォル県     |
| 3003          |      | サルプスボルグ             | Sarpsborg      | 59,038        | 405.68     | ブークモール | エストフォル県     |
| 3004          |      | フレドリクスタ             | Fredrikstad    | 84,444        | 288.15     | ブークモール | エストフォル県     |
| 3005          |      | ドランメン                 | Drammen        | 103,291       | 317.68     | ニュートラル | ブスケルー県       |
| 3006          |      | コングスベルグ             | Kongsberg      | 28,793        | 792.27     | ブークモール | ブスケルー県       |
| 3007          |      | リンゲリケ                 | Rigerike       | 31,444        | 1,555.10   | ブークモール | ブスケルー県       |
| 3011          |      | ヴァーレル                 | Hvaler         | 4,762         | 89.56      | ブークモール | エストフォル県     |
| 3012          |      | アレマルク                 | Aremark        | 1,329         | 319.28     | ブークモール | エストフォル県     |
| 3013          |      | マルカル                   | Marker         | 3,639         | 412.91     | ブークモール | エストフォル県     |
| 3014          |      | インドレ・エストフォル     | Indre Østfold  | 46,382        | 791.93     | ブークモール | エストフォル県     |
| 3015          |      | シプトゥヴェット           | Skiptvet       | 3,886         | 101.21     | ブークモール | エストフォル県     |
| 3016          |      | ラッケスタ                 | Rakkestad      | 8,371         | 434.71     | ブークモール | エストフォル県     |
| 3017          |      | ラーデ                     | Råde           | 8,317         | 118.68     | ブークモール | エストフォル県     |
| 3018          |      | ヴォーレル                 | Våler          | 6,023         | 256.96     | ブークモール | エストフォル県     |
| 3019          |      | ヴェストビー               | Vestby         | 19,089        | 133.93     | ブークモール | アーケシュフース県 |
| 3020          |      | ノルドレ・フォロ           | Nordre Follo   | 62,245        | 203.00     | ブークモール | アーケシュフース県 |
| 3021          |      | オース                     | Ås             | 21,350        | 103.12     | ニュートラル | アーケシュフース県 |
| 3022          |      | フロン                     | Frogn          | 16,106        | 85,66      | ブークモール | アーケシュフース県 |
| 3023          |      | ネスオッデン               | Nesodden       | 20,322        | 61.48      | ブークモール | アーケシュフース県 |
| 3024          |      | バールム                   | Bærum          | 129,874       | 192.32     | ブークモール | アーケシュフース県 |
| 3025          |      | アスケー                   | Asker          | 97,784        | 376.62     | ブークモール | アーケシュフース県 |
| 3026          |      | アウシュコーグ・ホーランド | Aurskog-Høland | 17,9451       | 144.80     | ブークモール | アーケシュフース県 |
| 3027          |      | ラーリンゲン               | Rælingen       | 19,618        | 71.68      | ニュートラル | アーケシュフース県 |
| 3028          |      | エーネバック               | Enebakk        | 11,392        | 232.58     | ブークモール | アーケシュフース県 |
| 3029          |      | ローレンスコーグ           | Lørenskog      | 46,797        | 70.53      | ニュートラル | アーケシュフース県 |
| 3030          |      | リールストロム             | Lillestrøm     | 91,515        | 456.61     | ブークモール | アーケシュフース県 |
| 3031          |      | ニッテダール               | Nittedal       | 25,440        | 186.22     | ブークモール | アーケシュフース県 |
| 3032          |      | イエルドルム               | Gjerdrum       | 7,285         | 83.19      | ブークモール | アーケシュフース県 |
| 3033          |      | ユレンサッカル             | Ullensaker     | 42,866        | 252.46     | ブークモール | アーケシュフース県 |
| 3034          |      | ネス                       | Nes            | 24,283        | 637.36     | ブークモール | アーケシュフース県 |
| 3035          |      | エイズヴォル               | Eidsvoll       | 27,338        | 456.61     | ブークモール | アーケシュフース県 |
| 3036          |      | ナンネスタ                 | Nannestad      | 15,530        | 340.98     | ブークモール | アーケシュフース県 |
| 3037          |      | フルダル                   | Hurdal         | 2,944         | 284.95     | ブークモール | アーケシュフース県 |
| 3038          |      | ホーレ                     | Hole           | 6,888         | 194.80     | ブークモール | ブスケルー県       |
| 3039          |      | フラー                     | Flå            | 1,097         | 704.48     | ブークモール | ブスケルー県       |
| 3040          |      | ネスビーン                 | Nesbyen        | 3,299         | 809.64     | ブークモール | ブスケルー県       |
| 3041          |      | ゴール                     | Gol            | 4,767         | 532.51     | ニーノシュク | ブスケルー県       |
| 3042          |      | ヘムセダル                 | Hemsedal       | 2,645         | 753.47     | ニーノシュク | ブスケルー県       |
| 3043          |      | オール                     | Ål             | 4,862         | 1,171.29   | ニーノシュク | ブスケルー県       |
| 3044          |      | ホール                     | Hol            | 4,506         | 1,858.36   | ニュートラル | ブスケルー県       |
| 3045          |      | シグダル                   | Sigdal         | 3,479         | 842.15     | ブークモール | ブスケルー県       |
| 3046          |      | クロツヘラ                 | Krødsherad     | 2,211         | 374.63     | 中立         | ブスケルー県       |
| 3047          |      | モドゥム                   | Modum          | 14,527        | 515,09     | ブークモール | ブスケルー県       |
| 3048          |      | オーヴル・アイカー         | Øvre Eiker     | 20,495        | 456.76     | ブークモール | ブスケルー県       |
| 3049          |      | リエル                     | Lier           | 28,167        | 301.33     | ブークモール | ブスケルー県       |
| 3050          |      | フレスベルグ               | Flesberg       | 2,737         | 561.92     | ブークモール | ブスケルー県       |
| 3051          |      | ローラグ                   | Rollag         | 1,366         | 449.28     | ニュートラル | ブスケルー県       |
| 3052          |      | ノーレ・オ・ウヴダル       | Nore og Uvdal  | 2,486         | 2,502.33   | 中立         | ブスケルー県       |
| 3053          |      | イェヴナーケル             | Jevnaker       | 6,990         | 225.74     | ブークモール | オップラン県       |
| 3054          |      | ルンネル                   | Lunner         | 9,307         | 291.89     | ブークモール | オップラン県       |

### 廃止された自治体
いずれの自治体も2020年1月1日に廃止されている。
旧エストフォル県
- 0121 Rømskog（アウシュコーグ・ホーランド（ノルウェー語版） に編入のため）
- 0122 Trøgstad（インドレ・エストフォル（ノルウェー語版）新設のため）
- 0123 Spydeberg（インドレ・エストフォル新設のため）
- 0124 Askim（インドレ・エストフォル新設のため）
- 0125 Eidsberg（インドレ・エストフォル新設のため）
- 0136 Rygge（モスに編入のため）
- 0138 Hobøl （インドレ・エストフォル新設のため）

旧アーケシュフース県
- 0213 Ski（ノルドレ・フォロ（ノルウェー語版）新設のため）
- 0217 Oppegård（ノルドレ・フォロ新設のため）
- 0226 Sørum（リールストロム（ノルウェー語版）新設のため）
- 0227 Fet（リールストロム新設のため）
- 0231 Skedsmo（リールストロム新設のため）

旧ブスケルー県
- 0625 Nedre Eiker（ドランメンに編入のため）
- 0627 Røyken（アスケーに編入のため）
- 0628 Hurum（アスケーに編入のため）

旧ヴェストフォル県
- 0711 Svelvik（ドランメンに編入のため）

## 交通
欧州自動車道路のE06号線、E16号線、E18号線が県内を通っている。
空港はオスロ空港（ガーデモエン空港）がユレンサッカルに所在する。